# Donje Krčevine
Donje Krčevine – wieś w Bośni i Hercegowinie, w Federacji Bośni i Hercegowiny, w kantonie środkowobośniackim, w gminie Travnik. W 2013 roku liczyła 317 mieszkańców, z czego większość stanowili Boszniacy.